# Governatorát Městského státu Vatikán
Governatorát Městského státu Vatikán je úřad, který uskutečňuje výkonnou moc v Městském státu Vatikán místo papeže. Výkonná moc je dle zákona v rukou papeže, který ji ovšem deleguje právě na členy governatorátu.
Governatorát sídlí ve vládním paláci ve Vatikánských zahradách. 
Základním zákonem státu Vatikán z roku 1929 byl zřízen úřad guvernéra státu Vatikán. Jeho pozice však byla významně oslabena, když papež Pius XII. v roce 1939 zřídil Papežskou komisi pro Městský stát Vatikán. V roce 1952, po smrti prvního (a posledního) guvernéra, jímž byl markýz Camillo Serafini, převzal jeho funkce prezident Papežské komise pro Městský stát Vatikán a pozice guvernéra zůstala neobsazená. S vyhlášením nového Základního zákona státu Vatikán v roce 2000 byl ustanoven nový úřad Governatorátu Městského státu Vatikán. K jeho celkové reorganizaci došlo v roce 2019.
V čele úřadu stojí kardinál prezident Papežské komise pro Městský stát Vatikán, který má v této funkci titul prezident governatorátu. Jeho bezprostředními spolupracovníky jsou generální sekretář a generální podsekretář. Všechny tři členy vlády jmenuje papež vždy na pětileté období.

Mapa Vatikánu s vyznačením sídla vlády (Palazzo del Governatorato)

Governatorátu jsou podřízena jednotlivá oddělení a úřady, zabývající se nejrůznějšími aspekty státní správy:
- Generální sekretariát
- Oddělení infrastruktury a služeb
- Oddělení telekomunikačních a informačních systémů (poštovní, telegrafní a telefonní služba)
- Ekonomické oddělení
- Oddělení bezpečnosti a civilní ochrany (četnický sbor, hasiči, Švýcarská garda)
- Oddělení zdraví a hygieny
- Oddělení muzeí a kulturního dědictví
- Oddělení pro správu papežských vil (Castel Gandolfo)
- Právní oddělení

- Personální oddělení
- Vatikánská observatoř